# Krankenhausentgeltgesetz
Das Krankenhausentgeltgesetz (KHEntgG) ist gemeinsam mit dem Krankenhausfinanzierungsgesetz in Deutschland insbesondere die Grundlage für die Vergütungen der von Krankenhäusern erbrachten vollstationären und teilstationären Leistungen.